# Skink (label)
Skink est un label discographique de musique électronique fondé par les disc jockeys néerlandais Showtek, en 2013.
Ce fut l'un des 25 sous-labels de Spinnin' Records. Après avoir fait partie du groupe Armada Music en 2016, il appartient aujourd'hui au groupe 2-Dutch.
Showtek, MAKJ, twoloud, KALVYN, M35, Ookay et le duo Bassjackers y ont déjà signé.